# クライミングスキン

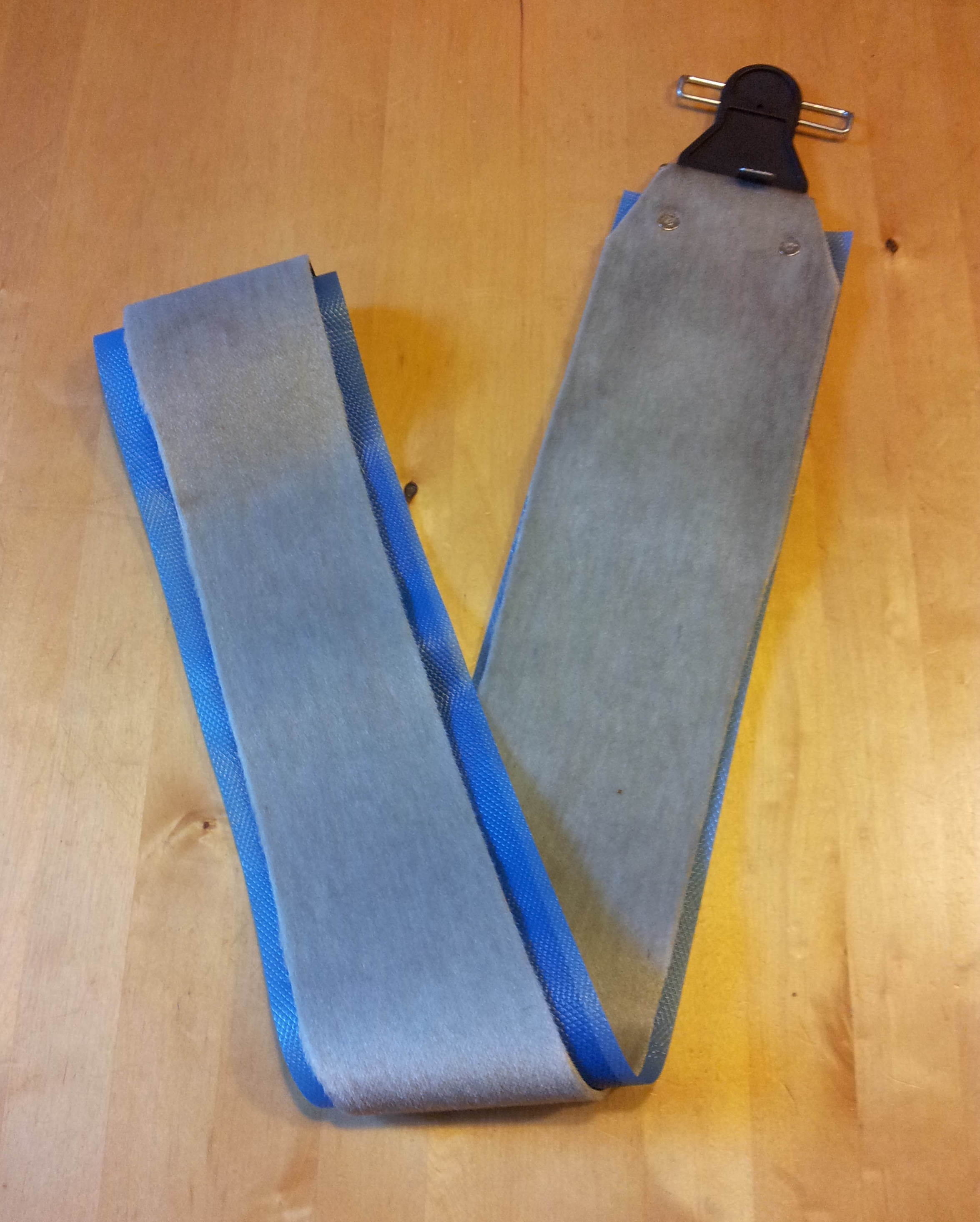
クライミングスキン

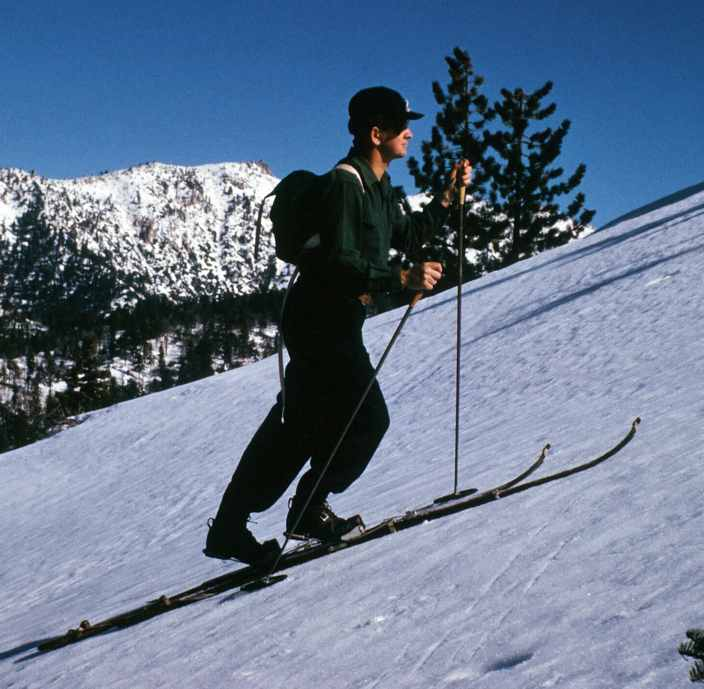
装着したスキー板による登攀

クライミングスキンもしくはシールは、山岳スキーやスキーツーリングでスキー板の裏に取り付ける滑り止めのシートである。バックカントリーの斜面を登行するときに役立ち、滑降するときには取り外せるようになっている。通常、ループを介して板の前端に、フックで板の後端に、粘着のりで板の裏面に装着する。
片方向的な毛並みにより、雪の上で前方へはなめらかに滑走できるが後方へは強い抵抗を発生するように設計されている。現在では一般に、ナイロン、モヘア、あるいはそれらの混紡で出来ているが、もともとはアザラシの毛皮（シールスキン）から作られたため、スキンやシールと呼ばれている。エッジのグリップを損なわないように、普通はスキー板よりも幅が小さい。